# Alfabetsvisan
Alfabetsvisan är en populär sångmetod för framför allt barn att lära sig det latinska alfabetet. Den är vanlig i de engelskspråkiga delarna av världen, men finns även med text på tyska. På svenska finns också texter, men Alfabetsvisan är inte lika känd i de svensktalande delarna av världen.
Under 1800-talet var lärande genom ramsor, rim och sånger vanligt i pedagogiken. Den engelskspråkiga "Alphabet Song" publicerades första gången i USA den 4 februari 1834. Melodin till Alfabetsvisan är oftast den franska 1700-talsvisan "Ah, vous dirai-je, Maman", mest känd som melodin till Blinka lilla stjärna. Alfabetsvisan kan även sjungas på samma melodi som Broder Jakob.

## Publicerad i
- Barnens svenska sångbok, 1999, under rubriken "Sånger för småfolk".